# Ratpenat constructor de Baker
El ratpenat constructor de Baker (Uroderma bakeri) és una espècie de ratpenat de la família dels fil·lostòmids. Viu a altituds d'entre 500 i 2.500 msnm a Colòmbia i Veneçuela. És un ratpenat de petites dimensions, amb avantbraços de 40,89-44,63 mm. El seu hàbitat natural són els boscos montans tropicals. Com que fou descoberta fa poc, encara no se n'ha avaluat l'estat de conservació.